# Nicolae Bikfalvi
Nicolae Bikfalvi - (n. 15 martie 1930), Hunedoara este un pictor român.

## Biografie
- Absolvent al Institutului de Arte Plastice “Ion Andreescu” Cluj-Napoca, promoția 1955. Debutează în anul 1955, în cadrul expoziției “Lupta pentru pace” la Cluj-Napoca.
- Din anul 1959 este profesor la Liceul de Artă din Arad.
- Din 1970-1980 este membru în Comitetul pe țară a Uniunii Artiștilor Plastici (UAP) din România.

## Expoziții

### Expoziții în țară
- Din anul 1955 participă la toate expozițiile județene la Arad și interregionalele la Timișoara.
- În perioada 1957-1964 participă la toate Saloanele Republicane ale Tineretului București.
- Expune la bienalele de pictură și sculptură de la București 1965-1975.
- Participă la expozițiile colective organizate de Filiala UAP Arad la București, Oradea, Baia Mare, Petroșani, Timișoara
- Face parte din grupul “Cinci artiști plastici arădeni” în expoziția organizată la galeria de Artă din Timișoara (1977).

### Expoziții internaționale
- Békéscsaba, Sarvas din Ungaria;
- Zrenianin și Subotica din Yugoslavia.
- Torino (Italia) “Mostra delia rtisti rumeni”;
- Expoziția de “artă contemporană românească” Sofia (R. P. Bulgaria) 1970.

### Tabere de creație
- Participă la taber de creație: Brăila, Caraș-Severin, Békéscsaba (Ungaria), Valea Doftanei și Salonta.
- Călătorii de studii: U.R.S.S. – 1965, R. D. Germană – 1968, Cehoslovacia – 1976, R. D. Germană 1982.

## Premii
- În anul 1985, Premiul I la Festivalul Național “Cântarea României” și premiul I la Concursul “Ex Libris” organizat de Biblioteca Municipală Arad.

## Lucrări și cronică
|  | ...Asemenea lui Braque, față de care nutrește o mare admirație, Nicolae Bikfalvi consideră natura un context pentru o compoziție decorativă, care nu exclude sentimentul. Natura este receptată prin câteva elemente care revin mereu ca niște laitmotive. O natură mirifică, recompusă pe pânză, convertită în fapt pictural. Plante ciudate, ca cele care cresc pe fundul mărilor, arbori cu tulpini înalte și subțiri, atingând cu coroana lor cerul întotdeauna de un albastru nocturn, dens, păsări fabuloase, planând deasupra unei vegetații nedefinite botanic, se constituie într-un univers de forme și culori de autentică originalitate. Felul de a vedea elementele naturii ne amitește uneori modul copilăresc de a simplifica formele, mod care ne trimite la arta lui Klee din “Peisajul cu păsări galbene”. Apropierea de arta lui Klee este mai evidentă în organizarea cromatică a tabloului. Tratarea suprafeței în zone de culoare denotă o concepție în care natura, în raporturile ei interioare, este supusă geometriei. Compoziția cromatică a tabloului dobândește astfel o semnificație mai adâncă: dincolo de efectul decorativ, ea este o transpunere a structurii raționale a lumii vizibilului. Ceea ce face de neconfundat pictura lui Bikfalvi este o corespondență secretă ce se stabilește între senzațiile de culoare și cele de gust. Geometria petelor mari de culoare nu a condus la o pictură austeră, savant intelectuală. Este mai degrabă o pictură senzuală , care te face să simți carnea amăruie a unei frunze sau seva astringentă a unei tulpini. | — Horia Medeleanu |